# Takuboku (prénom)
Takuboku (たくぼく) est un prénom japonais masculin, il signifie pic vert.

## En kanji
Ce prénom s'écrit : 啄木.

## Personnes célèbres
- Takuboku Ishikawa (石川啄木, 1886-1912), poète japonais.